# Côte-Saint-Luc
Côte-Saint-Luc è un comune del Canada, situato nella provincia del Québec, nella regione di Montréal.